# 75-я кавалерийская дивизия
75-я кавалерийская дивизия, войсковое соединение Вооружённых Сил СССР в Великой Отечественной войне. Период боевых действий: с 5 декабря 1941 года по 26 марта 1942 года.

## История
Сформирована в сентябре-октябре 1941 в Новосибирске (Сибирский ВО). Соединение формировалось в рамках реализации постановления ГКО СССР № 459сс от 11.08.1941 . Передислокация дивизии на советско-германский фронт началась в ноябре 1941 года. Директивой Ставки ВГК № 4297 от 02.11.1941 передислоцирована из Новосибирска в Глотовку; директивой Ставки ВГК от 24.11.1941 передислоцирована из Колышлея в район станция Ласково, Солодча. В действующую армию дивизия поступила 05.12.1941.
В период войны дивизия постоянно действовала на Западном фронте и приняла участие в наступательной фазе Битвы за Москву. В составе 10-й армии участвовала в Тульской наступательной операции (6—17 декабря 1941 года); затем дивизия принимала участие в Белёвско-Козельской операции (20.12.1941—05.01.1942) и в Можайско-Вяземской наступательной операции Западного фронта (10.01—28.02.1942). Соединение было расформировано 26 марта 1942 года и обращено на укомплектование 2-й гвардейской кавалерийской дивизии.

## Подчинение
- 10-я армия Западного фронта — с 6 по 24.12.1941
- 1-й гвардейский кавалерийский корпус Западного фронта — с 24.12.1941 по 21.03.1942

## Состав
- 230-й кавалерийский полк
- 234-й кавалерийский полк
- 237-й кавалерийский полк
- 72-й конно-артиллерийский дивизион
- 72-й артиллерийский парк
- 55-й отдельный полуэскадрон связи
- 47-й медико-санитарный эскадрон
- 75-й отдельный эскадрон химической защиты
- 56-й продовольственный транспорт
- 270-й дивизионный ветеринарный лазарет
- 230-я (411-я) полевая почтовая станция
- 1002-я полевая касса Госбанка[2]

## Командиры
- Конинский, Василий Алексеевич, полковник — с 20.09 по 08.12.1941
- Москалик, Михаил Эммануилович, полковник — с 08.12.1941 по 26.03.1942

## Память
Дивизия упомянута на плите мемориального комплекса «Воинам-сибирякам», Ленино-Снегирёвский военно-исторический музей.

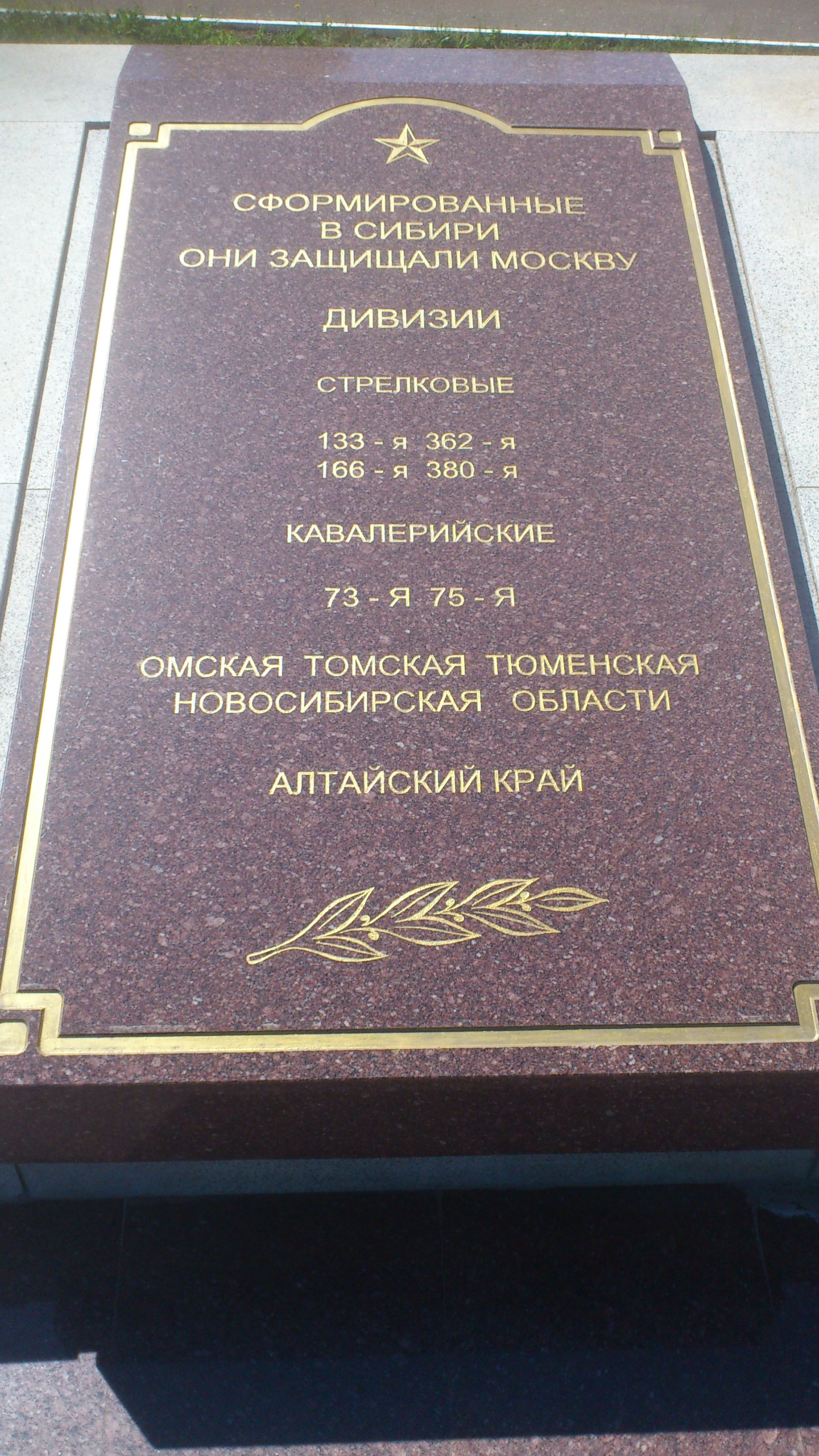
«Сформированные в Сибири, они защищали Москву» — на плите мемориального комплекса «Воинам-сибирякам».
Мемориальный комплекс «Воинам-сибирякам», Ленино-Снегирёвский военно-исторический музей.